# Rocío Quiroz
Rocío Quiroz (1 de julio de 1995) es una cantante argentina del género cumbia, ganadora del Premio Carlos Gardel en 2016 con su álbum De mi barrio con pasión y en 2019 con su producción La voz de los barrios.

## Carrera
Comenzó su carrera profesional luego de ganar el concurso «Pasión Canta 2012», del programa Pasión de sábado. Vecina del Barrio Calabaza, en San Miguel, sus canciones describen situaciones cotidianas de un barrio carenciado, así como situaciones personales como la violencia de género, ya que fue víctima de maltrato por parte de un exnovio.
Además de tres discos editados, sus canciones poseen gran repercusión en redes sociales, acumulando gran cantidad de visitas y seguidores. El videoclip de la canción «Quizás», grabado junto a El Pepo (cantante de Los Gedes), cuenta en la actualidad con cerca de 30 millones de reproducciones en la plataforma YouTube; y el vídeo de «Culpables», una colaboración con Tu Combo Kabrón, cuenta actualmente con casi 35 millones de vistas en la misma plataforma. En 2016 firmó un contrato de distribución digital con MOJO, una compañía argentina, y compartió escenario junto a Cacho Castaña en un concierto dado por éste en el Teatro Colón en diciembre del mismo año. Asimismo, actuó en la serie televisiva Presentes, del canal Encuentro, en su segunda temporada (2015) y realizó una presentación especial en el reconocido programa Showmatch.
Ha brindado recitales en lugares como el Teatro Vórterix de Rosario y el Teatro Colonial de Avellaneda, además de presentarse en una gran variedad de festivales a lo largo del país.
En el 2020 fue participante del Cantando junto a Rodrigo Tapari y en 2021 presto su voz a Gilda en la serie La Asombra Excursión de Zamba para la señal Pakapaka

## Premios
- 2016 - Premios Carlos Gardel, ganadora a "mejor álbum artista femenina tropical", por De mi barrio con pasión.[11]
- 2018 - Premios Carlos Gardel, nominada a "mejor álbum artista femenina tropical", por Sobreviviendo.[12]
- 2019 - Premios Carlos Gardel, ganadora a "mejor álbum artista femenina tropical", por La voz de los barrios.[2][13][14]

## Discografía

### Álbumes de estudio y en vivo
| Año  | Título                        | Discográfica |
| ---- | ----------------------------- | ------------ |
| 2013 | De mi barrio con pasión       | MOJO         |
| 2015 | En vivo en Pasión             | MOJO         |
| 2015 | Vivir soñando                 | MOJO         |
| 2017 | Sobreviviendo                 | MOJO         |
| 2017 | En vivo en el Teatro Colonial | MOJO         |
| 2017 | En vivo en Pasión 2017        | MOJO         |
| 2018 | La voz de los barrios         | MOJO         |
| 2018 | En vivo en Pasión 2018        | MOJO         |
| 2019 | En vivo en Teatro Vórterix    | MOJO         |

### Sencillos y EP
| Año  | Título                                               | Discográfica |
| ---- | ---------------------------------------------------- | ------------ |
| 2015 | «Pasión en Mar del Plata»                            | MOJO         |
| 2015 | «Acústico en FM Pasión»                              | MOJO         |
| 2015 | «La de la paloma»                                    | MOJO         |
| 2015 | «Quizás» (con El Pepo)                               | MOJO         |
| 2016 | «Pasión íntimo»                                      | MOJO         |
| 2016 | «Pasión eterna»                                      | MOJO         |
| 2016 | «Amor de La Salada»                                  | MOJO         |
| 2017 | «Se me ha perdido un corazón» (con Brian Lanzelotta) | MOJO         |
| 2017 | «Oh, Jesús» (con Nico Mattioli)                      | MOJO         |
| 2018 | «Sobreviviendo» (con Toti Iglesias)                  | MOJO         |
| 2018 | «Como Lionel»                                        | MOJO         |
| 2018 | «Culpables» (con Tu Combo Kabrón)                    | MOJO         |
| 2018 | «Fuiste»                                             | MOJO         |
| 2019 | «Poco asado, mucho humo»                             | MOJO         |
| 2019 | «Me duele tu nombre» (con Q' Lokura)                 | MOJO         |
| 2019 | «Culpable tú» (con Verónica Ávila)                   | MOJO         |
| 2019 | «Íntimo en vivo en Pasión»                           | MOJO         |

## Trayectoria

### Televisión
| Año       | Programa                      | Rol          | Notas           | Canal      |
| --------- | ----------------------------- | ------------ | --------------- | ---------- |
| 2015      | Presentes                     | Emilia       |                 | Encuentro  |
| 2020-2021 | Cantando 2020                 | Participante | Semifinalista   | eltrece    |
| 2021      | La Asombra Excursión de Zamba | Gilda        | voz             | Pakapaka   |
| 2022      | Canta conmigo ahora           | Jurado       | Jurado invitada | eltrece    |
| 2024      | Cantando 2024                 | Participante | 15.ª eliminada  | América TV |